# Gondel (boot)

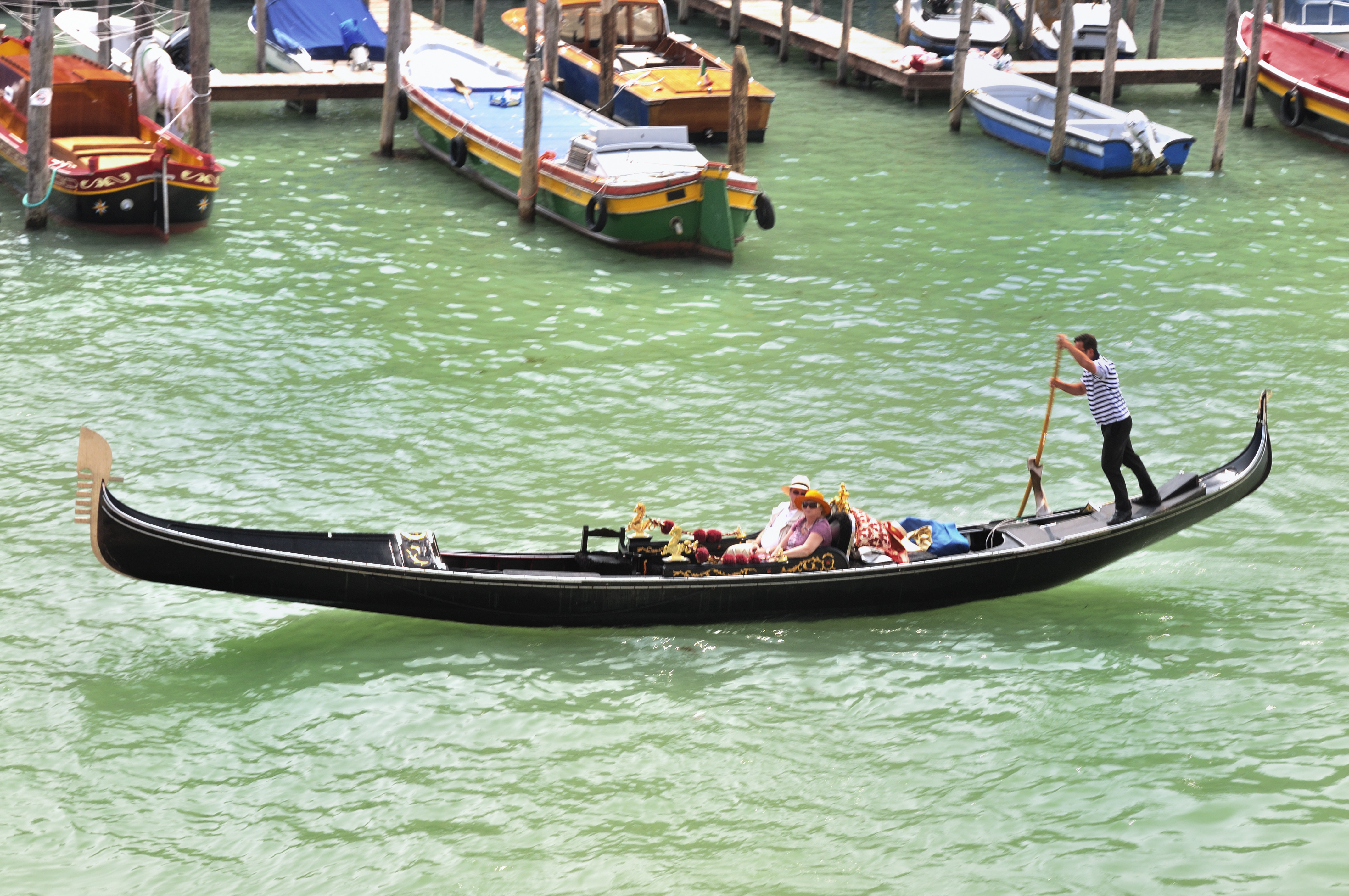
Gondel in Venetië.

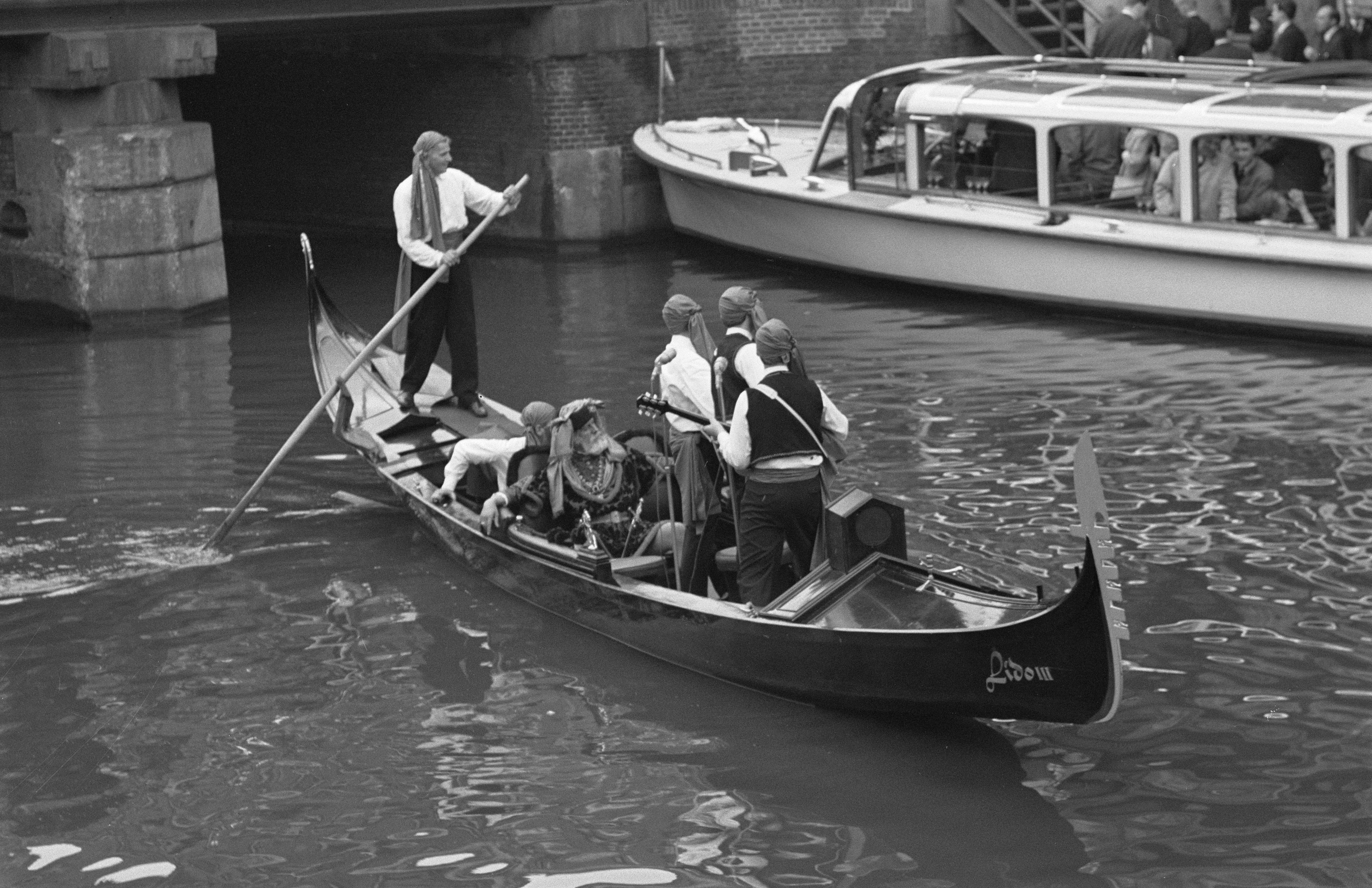
Ook in de Amsterdamse grachten vaart een Venetiaanse gondel.

Een gondel (Italiaans: gondola) is een vaartuig dat hoofdzakelijk in Venetië wordt gebruikt voor het vervoeren van mensen en goederen.

## Geschiedenis van de gondel
De Venetianen vestigden zich in de 6e eeuw na Christus op de eilanden van de lagune bij Venetië, opdat barbaren hen niet konden bereiken. De lagune bestond uit kleine eilanden met een netwerk van smalle kanalen, niet diep genoeg voor de grote zeeschepen van de barbaren.
Het leven op de lagune werd mogelijk gemaakt door het gebruik van een smalle, lichte boot die mensen en goederen kon vervoeren. Deze boot werd bestuurd door een enkele roeier, de gondelier, die op de achterkant van de boot stond, zodat hij goed zicht had. Voor de besturing en voortstuwing maakte hij gebruik van een enkele roeiriem in een open dol. Doordat de riem lang was en voorzien van een groot blad kon de staande gondelier effectieve slagen maken. Dit vaartuig kunnen we als de voorloper van de huidige gondel beschouwen. 
Al in de 11e eeuw moet dit vaartuig in de lagune gevaren hebben. Pas uit schilderijen uit de 15e eeuw is bekend hoe de gondels eruitzagen.

## Bouwbeschrijving van de huidige gondels
De gondel heeft een lengte van 11 meter en weegt ongeveer 600 kilo. Omdat de kanalen in het oude Venetië zo smal waren en meerdere boten elkaar zonder ongemak moesten kunnen passeren, werden de boten in Venetië niet met twee riemen aan weerszijden van de boot, maar met één riem aan stuurboord (rechts) geroeid. Aanvankelijk werden de boten overigens wel met twee riemen geroeid. Vaak werden daar slaven voor gebruikt, die in dienst van de familie waren. Heel veel families hadden hun eigen gondel. Toen het economisch minder goed ging met Venetië, konden de meeste families zich nog maar een slaaf veroorloven. En daar kwam het probleem van de besturing kijken (zie  Asymmetrie van de gondel). Om te voorkomen dat de 4 meter lange riem langs de muur schraapt, houden in Venetië alle boten links, met uitzondering van de boten op Canal Grande, waar al het vaarverkeer rechts houdt. Op dit kanaal is dan ook genoeg ruimte. Doordat alle boten van onderen plat zijn en geen kiel hebben, kan de passerende gondelier zonder problemen met zijn riem onder de boot van de tegenligger komen.
De achterkant van de boot is verhoogd, zodat de gondelier een beter overzicht heeft. In smalle, ondiepe of kronkelige kanalen is dit erg handig. Bovendien heeft de gondel in verhouding tot haar lengte een vrij klein onderwaterschip. Daarbij komt dat de uiteinden van de boot in de romp verzwaard zijn met massieve stukken hout en dat aan de voorzijde het gewicht van de ferro en aan de achterzijde het gewicht van de gondelier een groot moment geven aan de romp. Dit maakt dat de gondel ondanks de afwezigheid van een kiel, toch behoorlijk koersvast is. De positie van de gondelier ver van het middelpunt (en dus draaipunt) van de boot heeft tot gevolg dat met geringe kracht (denk aan de arm) makkelijk gemanoeuvreerd kan worden.

### Asymmetrie van de gondel
Doordat de gondel alleen aan stuurboord wordt geroeid, zou ze bij een symmetrische romp de neiging hebben om linksom in cirkeltjes te gaan draaien. Nu is deze neiging te compenseren door tijdens het roeien veel weerstand te geven, maar dat kost de gondelier veel energie. Daarom is de stuurboordzijde (rechts) van de gondel korter gemaakt dan de bakboordzijde (links). Om haar evenwichtspositie in het water te bereiken en te behouden, ligt de gondel aan stuurboord dieper in het water. Het onderwaterschip aan stuurboord is daardoor groter, waardoor aan stuurboord meer water verplaatst wordt. Er ontstaat een onderdruk in het water aan stuurboord en om deze te compenseren wil de romp van de gondel naar stuurboord, naar rechts dus. Op deze wijze gaat de gondel uiteindelijk rechtdoor. Om de waterlijn aan stuurboordzijde te verlengen en daarmee het onderwaterschip aan deze zijde groter, is de bodem van de gondel nog eens getordeerd. Aan de voorkant is de bodem zó getordeerd dat ze aan stuurboordzijde schuin naar beneden loopt.
Een gondelier plaatst bij een oneven aantal bezoekers de meeste bezoekers aan stuurboord van de gondel. Ook bij een even aantal zullen de zwaarste personen aan deze kant geplaatst worden. De gondel helt hierdoor immers meer naar stuurboord waardoor de gondelier minder moeite hoeft te doen om rechtdoor te varen.

## Felze

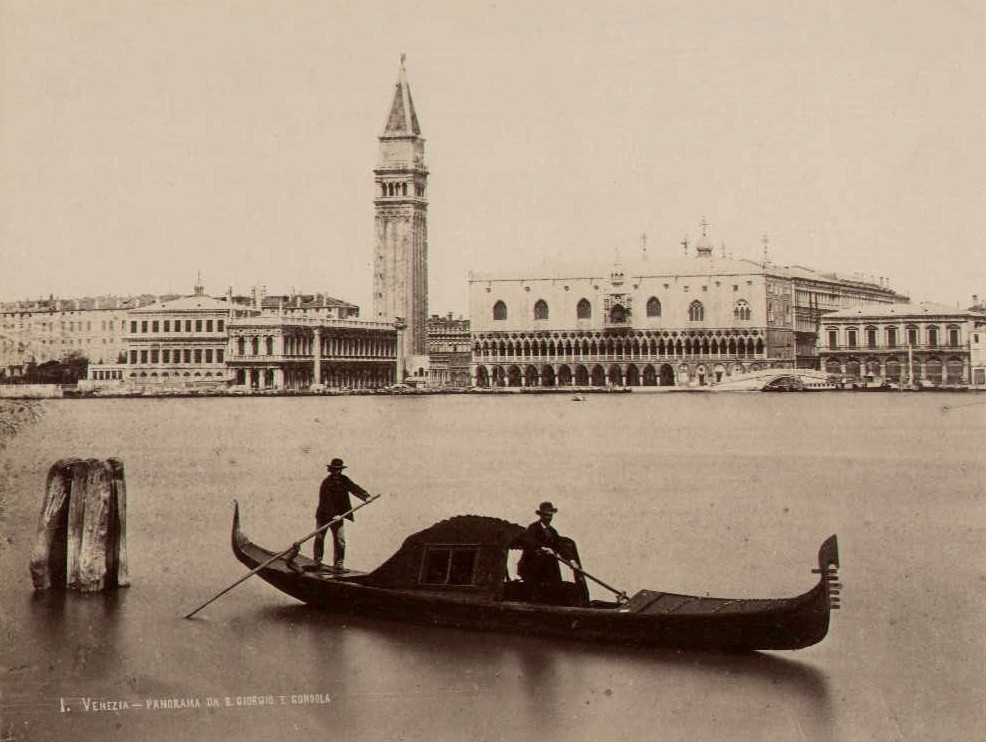
Een gondel met felze

Vroeger werd er soms een afneembare kap, de felze gebruikt, wat gunstig was voor inzittenden die wat meer privacy wilden. Met de komst van deze felze zijn trouwens de bruggen in Venetië allemaal opgehoogd. Voordat boten het belangrijkste vervoermiddel werden, waren paarden veel ingezet in de stad. De bruggen waren toen platter. De felze wordt niet meer gebruikt, omdat de gondel voornamelijk gebruikt wordt voor toeristische doeleinden. Voor extra amusement worden aan boord van een gondel vaak gondelliederen gezongen.

## Kleur

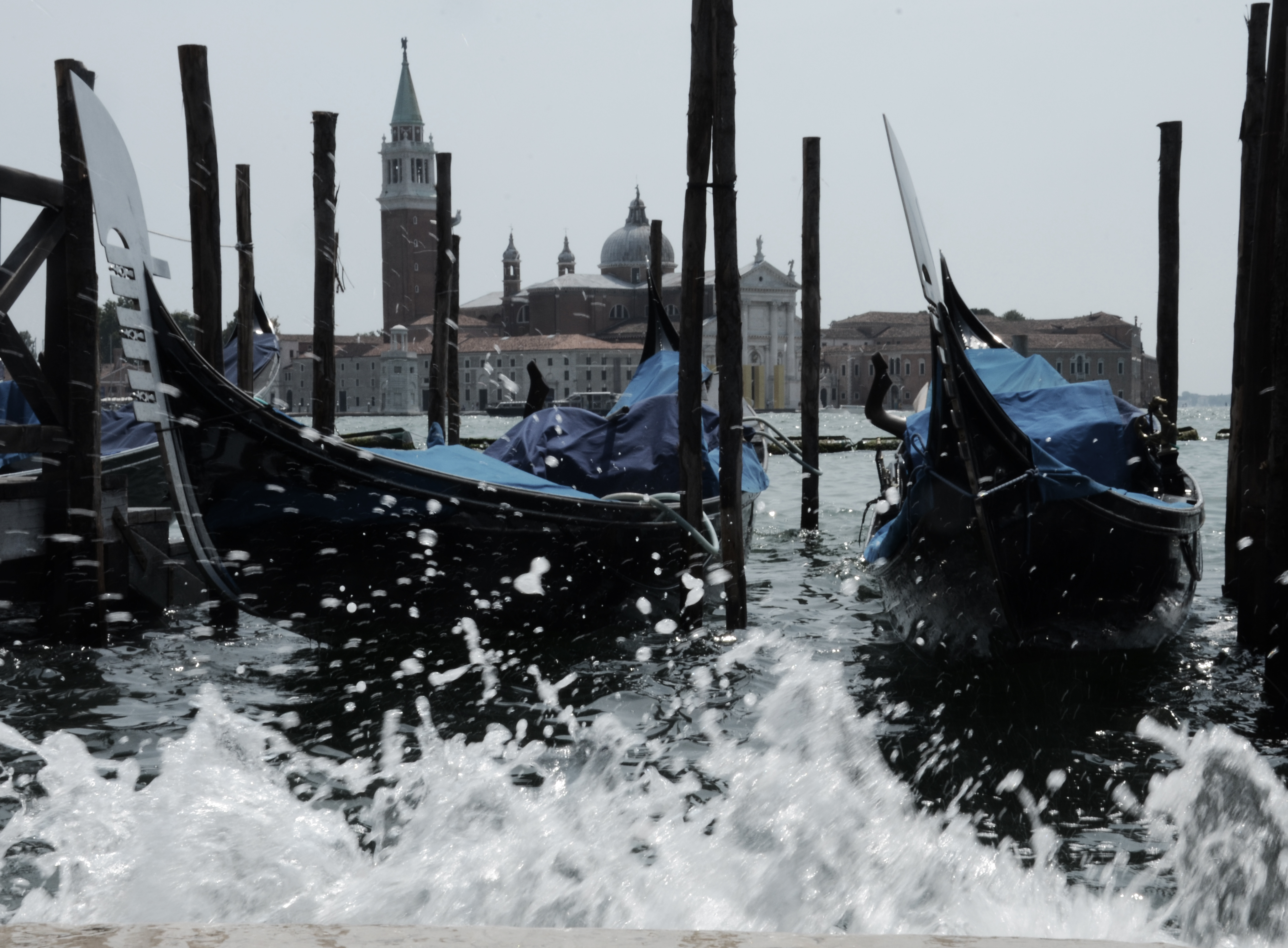
Zwarte gondels in Venetië

Venetiaanse gondels zijn zwart geschilderd. De achtergrond hiervan is een zware pestepidemie die de stad in 1562 trof. De dode lichamen werden per gondel vervoerd. De destijds kleurrijke gondels zijn toen bij wijze van eerbetoon zwart geschilderd. Daarna werd dit zelfs bij wet bepaald.
Een andere verklaring voor de uniforme kleur van gondels is het decreet dat de doge in 1652 instelde in het kader van de sociale gelijkheid. In de loop der tijd waren families hun privégondel meer en meer gaan decoreren. Door te verplichten dat iedere gondel zwart zou zijn, wilde de doge de schijn van sociale gelijkheid wekken. Dat de kleur zwart werd gekozen, ligt voor de hand vanwege het teer dat voor de boten werd gebruikt.